# Kurbnesh
Kurbnesh (albanisch auch Kurbneshi) ist ein kleiner Ort im nördlichen Albanien in der gebirgigen Region Mirdita. Bis 2015 Sitz der Gemeinde Selita, gehört Kurbneshi heute zur Gemeinde Mirdita. Die ehemalige Bergarbeitersiedlung liegt abgeschieden in den Bergen.

## Geographie

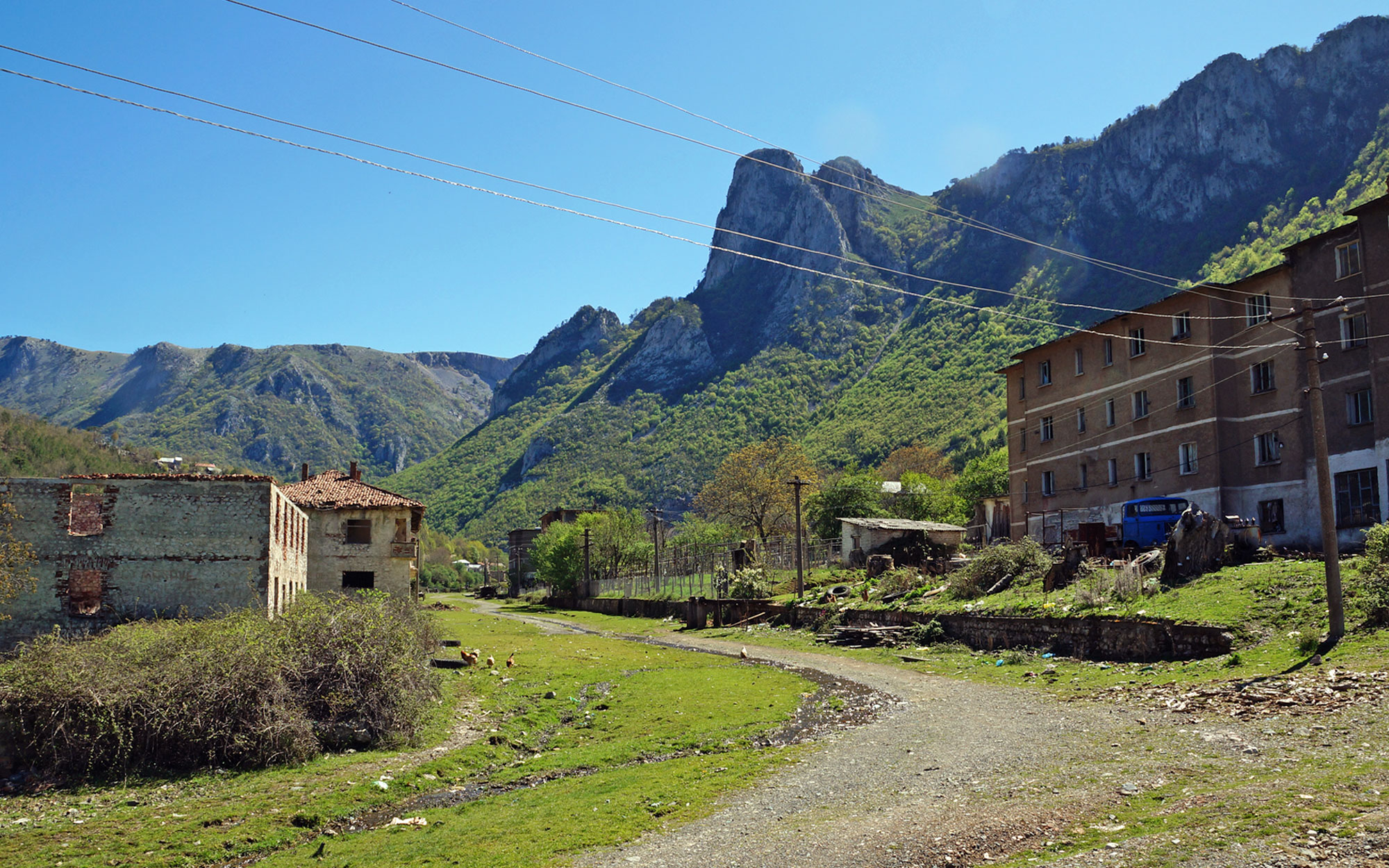
Verfallende Häuser im Ortszentrum, Maja e Gurit Gjon im Hintergrund

Kurbnesh liegt im Tal des Flusses Uraka auf einer Höhe von 754 m ü. A. Der Ort wird von hohen Bergen umgeben: Im Südosten erhebt sich steil der Berg Maja e Gurit Gjon (1443 m ü. A.), im Nordosten erhebt sich der Bergzug der Maja e Gurit të Gjatë (ebenfalls 1443 m ü. A.), einem südlichen Gipfel der Malet e Shenjtit. Im Westen liegt der Berg Mali i Barnës (1062 m ü. A.). Im Nordwesten fällt das Terrain auch nicht unter 900 m ü. A. Die Uraka fließt durch eine schmale Schlucht nach Süden ab.
Durch den Ort führt eine Straße nach Lura. Sie erreicht den Ort über einen rund 900 Meter hohen Pass im Nordwesten und führte zuvor langsam an Höhe gewinnend auf einem Bergrücken zwischen den Tälern von Shebja und Lëkunda. Für die 36 Kilometer von Rrëshen braucht man weit über eine Stunde, da mehr als die Hälfte der Wegstrecke nicht asphaltiert ist. Im September 2016 wurde die erstmalige Erneuerung der Straße nach Kurbnesh seit 20 Jahren angekündigt. Eine Asphaltierung war aber nicht vorgesehen.
Die ehemalige Gemeinde Selita ist heute eine Njësia administrative (Verwaltungseinheit) innerhalb der Bashkia Mirdita. Neben dem Hauptort gehören auch die Dörfer Bardhaj, Kthella e Epërme, Kumbull, Lëkunda, Lufaj, Mërkurth, Shebja und Zajs dazu. Sie hat eine Fläche von 101 Quadratkilometern.
Unmittelbar am Ortsrand beginnt der Nationalpark Lura-Mali i Dejës, der das Bergland im Südosten schützt.
Der Berg Gur i Gjonit, die Schlucht Kanion i Shehut të keq im Nordosten des Berges, die weiter oben gelegene Heilquelle Kroi i Bardhë und der Wald Mriz i Shënaprenës bei Shebja sind nationale Naturdenkmäler Albaniens auf dem Gebiet der ehemaligen Gemeinde.
Während mehrerer Wochen im Jahr liegt gewöhnlich Schnee. Die tiefste je gemessene Temperatur lag bei −27 °C.

## Einwohner
Genaue Zahlen zur Bevölkerung liegen nicht vor. Von den 1100 Einwohnern im Jahr 1987 haben zwischenzeitlich aber mindestens drei Viertel den Ort verlassen.
Bei der Volkszählung 2011 wurden in der damaligen Gemeinde Selita 745 Personen erfasst. Die Lokalbehörden geben für den Januar 2012 eine deutlich höhere Zahl von 1974 Einwohnern an. Damals lebten weniger als 13 % der Familien der Gemeinde in Kurbnesh. Die Einwohnerzahl dürfte also im Bereich von maximal 100 bis 300 Personen liegen. In den Medien wurden Zahlen von einigen Dutzend Einwohnern genannt.
Von den 169 bei der Volkszählung erfassten Haushalten hatte keiner einen Internetanschluss, aber fast alle ein Mobiltelefon. In zwei Haushalten gab es ein Festnetztelefon. Über 160 hatten einen Fernseher und einen Kühlschrank, aber nur ein Haushalt einen Boiler. Drei Viertel verfügten über eine Waschmaschine (fast alle, die fließend Wasser hatten) und mit Ausnahme von einem Haushalt wurde überall mit Holz geheizt. Nur 13 Familien besitzen ein Auto.

## Geschichte
Ein Dorf Kurbnesh ist schon seit dem 15. Jahrhundert nachgewiesen. 1956 wurde eine Kupfer-Mine eröffnet und ein größerer Ort gegründet. 1960 wurde eine Anreicherungsfabrik (Kupferhütte) in Betrieb genommen, die erste ihrer Art in Albanien. In Kurbnesh, das als Stadt galt, waren in der ersten Hälfte der 1980er Jahre eine Mittelschule, ein Krankenhaus, ein Kulturtreff, eine Bibliothek und ein Museum in Betrieb. 1969 wurde die Einwohnerzahl mit 1400 Personen angegeben.
Kurbnesh gehört zu den Orten in Albanien, die in Folge des Zusammenbruchs des kommunistischen Regimes insbesondere wegen Arbeitslosigkeit stark entvölkert wurden. Die Bergwerksindustrie ist seit vielen Jahren geschlossen, die Ortschaft aufgrund der schlechten Straße von der Umwelt isoliert. Heute leben nur noch ein paar Dutzend Einwohner vor Ort. Die Gemeindebehörden sprachen von einem Rückgang der Einwohnerzahl von 5341 Personen im Jahr 1993 auf 1998 Personen im Jahr 2009, von denen 249 in der Stadt Kurbnesh wohnten. Viele seien in tiefergelegene Regionen der Mirdita, ins albanische Flachland oder ins Ausland migriert.

## Infrastruktur
In Kurbnesh befindet sich ein Unterwerk der Elektrizitätsgesellschaft OSHEE, das die Dörfer der Umgebung mit Strom versorgt. Die Mittelschule wurde im Jahr 2003 geschlossen. Die Dorfschule hatte im Schuljahr 2008/09 66 Schüler.